# Federación de Fútbol de la Unión Soviética
La Federación de Fútbol de la Unión Soviética (en ruso: Федерация футбола СССР; Federatsiya Futbola Sovetskogo Soyuza) fue el organismo rector del fútbol en la Unión Soviética desde su creación en 1934 hasta la desaparición de la URSS en 1991. Su sede tuvo lugar en Moscú y organizó el campeonato de Liga y la Copa de la Unión Soviética, así como los partidos de la selección nacional en sus distintas categorías. Su mayor éxito con el equipo nacional fue la Eurocopa 1960.

## Presidentes
- Vyacheslav Koloskov (enero de 1990 - 1991)
- L.Lebedev (mayo de 1989 - enero de 1990)
- B.Topornin (diciembre de 1980 - mayo de 1989)
- B.Fedosov (marzo de 1973 - diciembre de 1980)
- Valentin Granatkin (junio de 1968 - marzo de 1973)
- L.Nikonov (enero de 1968 - junio de 1968)
- V.Moshkarkin (julio de 1967 - enero de 1968)
- N.Riashentsev (enero de 1964 - julio de 1967)
- Valentin Granatkin (mayo de 1959 - enero de 1964)

Presidentes de la sección de fútbol de la URSS (27 de diciembre de 1934 - 6 de mayo de 1959)
- Valentin Granatkin (1950 - 6 de mayo de 1959)
- Mikhail Kozlov (1937 - ?)
- Aleksei Sokolov (27 de diciembre de 1934 - 1937)

Presidentes del Directorio de Fútbol del Comité Soviético de Deportes (27 de diciembre de 1934 - 1972)
- Valentin Antipyonok (? - ?)
- Alexander Starostin (1956 - 1958)
- Alexander Starostin (1937 - 1941)

## Entrenadores

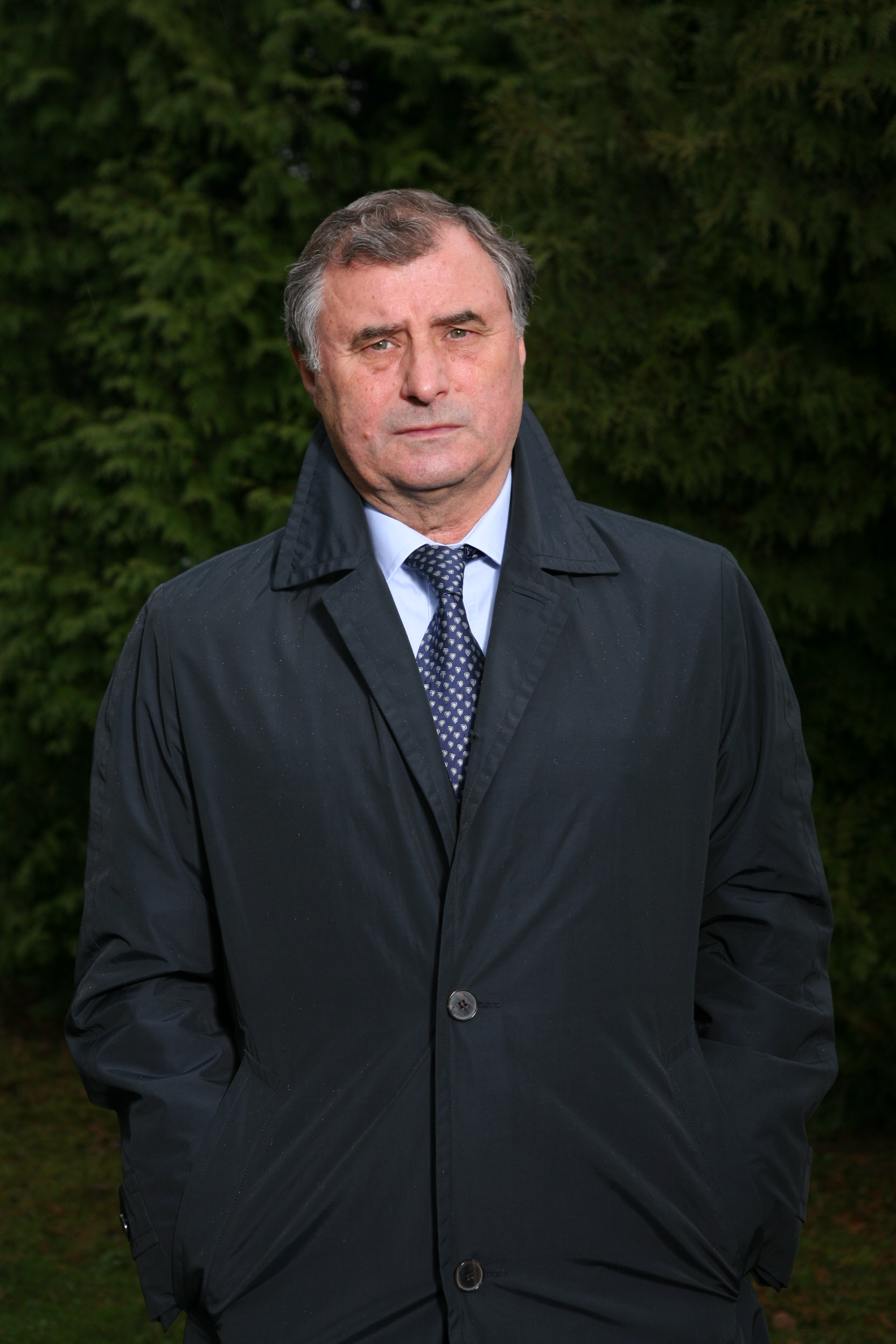
Anatoliy Byshovets fue el último entrenador de la selección soviética.

- Boris Arkadiev - Juegos Olímpicos de 1952
- Gavriil Kachalin - Juegos Olímpicos de 1956, Mundial de 1958, Eurocopa 1960, Mundial de 1962
- Nikita Simonyan (interino)
- Konstantin Beskov - Eurocopa 1964
- Nikolai Morozov - Mundial de 1966
- Mikhail Yakushin - Eurocopa 1968
- Gavriil Kachalin - Mundial de 1970
- Valentin Nikolayev - Eurocopa 1972 (fase de clasificación)
- Aleksandr Ponomarev - Eurocopa 1972 (fase final), Juegos Olímpicos de 1972 (fase final)
- Yevgeniy Goryansky - Mundial de 1974 (fase de clasificación, eliminado)
- Konstantin Beskov (reemplazado por Valeriy Lobanovsky) - Eurocopa 1976 (fase de clasificación, eliminado), Juegos Olímpicos de 1976 (fase final)
- Nikita Simonyan (reemplazado por Konstantin Beskov) - Mundial de 1978 (fase de clasificación, eliminado), Eurocopa 1980
- Konstantin Beskov - Mundial de 1982
- Valeriy Lobanovsky - Eurocopa 1984
- Eduard Malofeyev - Mundial de 1986 (fase de clasificación)
- Valeriy Lobanovsky - Mundial de 1986 (fase final), Eurocopa 1988, Mundial de 1990
- Anatoliy Byshovets - Eurocopa 1992